# 제2대 린리스고 후작 빅터 호프
제2대 린리스고 후작 빅터 알렉산더 존 호프(Victor Alexander John Hope, 2nd Marquess of Linlithgow, KG, KT, FRSE, GCSI, GCIE, OBE)는 영국의 정치인이다. 스코틀랜드의 통일당원으로 활동하였으며 인도 부왕 겸 총독으로 재임하였다. 그의 작위를 딴 린리스고 경(Lord Linlithgow)으로도 잘 알려져있다. 제7대 준남작 프레더릭 밀너 경의 사위이기도 하다. 밀너 준남작의 딸 도린 모드(Doreen Maud) 사이에 2남 3녀(찰스, 존, 앤, 조앤, 도린 등)를 두었다.
| 전임 존 에이드리언 호프 | 영국의 린리스고 후작 1908년 - 1952년 | 후임 찰스 윌리엄 프레더릭 호프 |